# Prstec

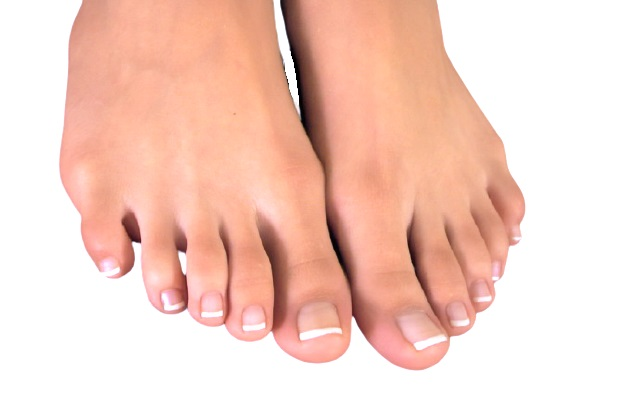
Prsty nohou

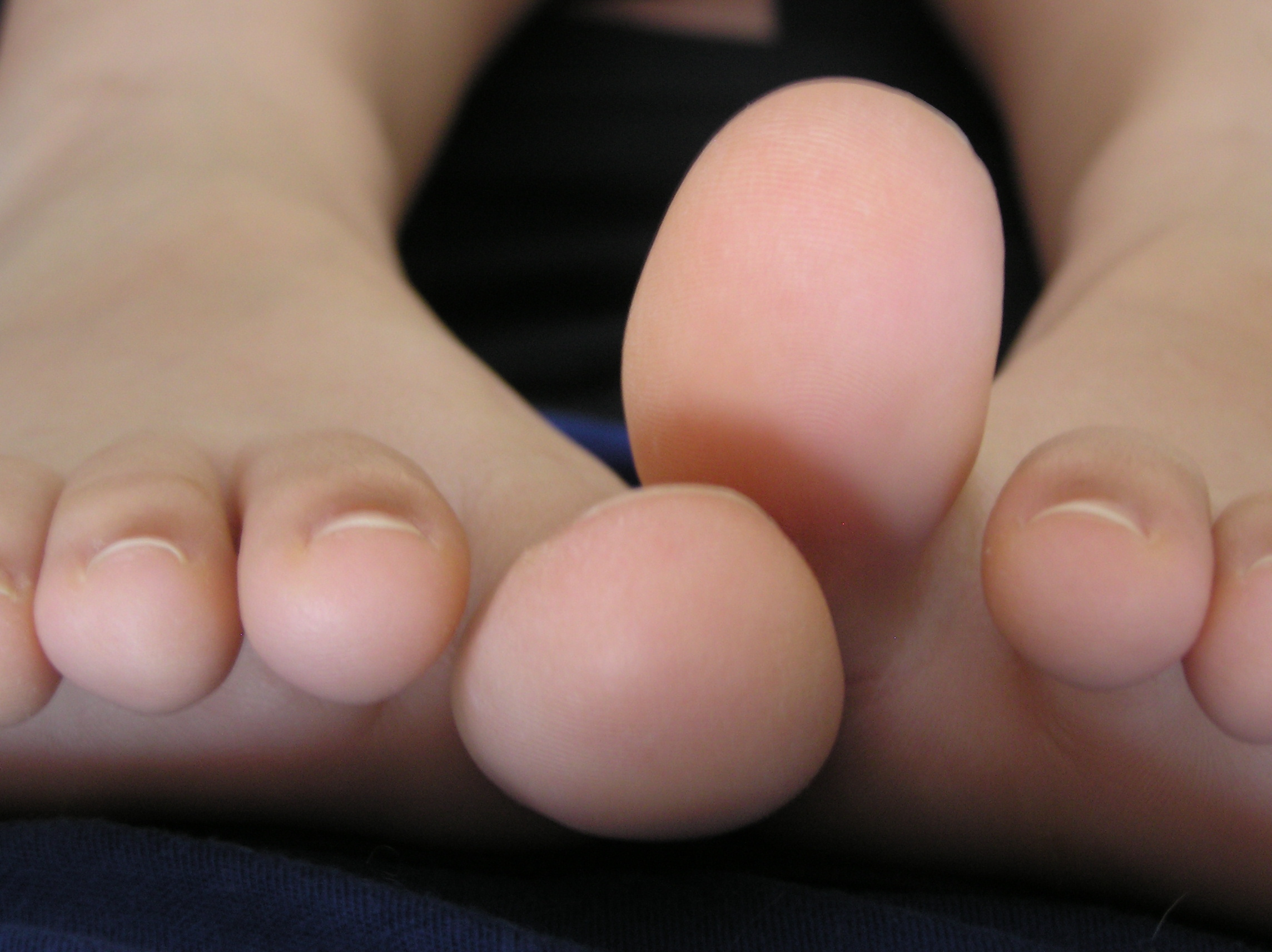
Některé z prstů lidských nohou

Prstec neboli prst u nohy (latinsky digitus pedis) je označení pro pět koncových částí lidské nohy, obecněji i pro obdobné části těla jiných primátů či nejobecněji jiných čtvernožců.

Kůstky prstců označeny zeleně, modře a oranžově

Z hlediska kostry tvoří prstce jedné nohy 14 kůstek, po třech na každý prstec s výjimkou palce u nohy, který má jen dvě kůstky. Kosti prstců přiléhají k patřičným kostem nártu.